# Haßbergen
Haßbergen er en kommune med godt 1.600 indbyggere (2012), beliggende i den nordlige centrale del af Landkreis Nienburg/Weser, i den tyske delstat Niedersachsen.

## Geografi
Haßbergen ligger ca. 10 km nord for byen Nienburg i Samtgemeinde Heemsen ved floden Weser. Den ligger mellem naturparkerne Wildeshauser Geest og Steinhuder Meer ca. midt mellem Bremen og Hannover.